# 查珀爾 (內布拉斯加州)
查珀爾（英語：Chappell）是一個位於美國內布拉斯加州杜爾縣的城市。根據2010年美國人口普查，該地共人口929人，而該地的面積約為1.82平方千米。同時該地也是杜爾縣的縣治。

## 地理
查珀爾的座標為41°05′39″N 99°28′08″W / 41.09417°N 99.46889°W，而該地的平均海拔高度為1128米（即3701英尺）。